# Тулин (пам'ятка природи)
Ту́лин — ботанічна пам'ятка природи місцевого значення в Україні. Розташована в Чортківського району Тернопільської області, поблизу села Тулин, в урочищі «Тулин». 
Площа 6,8 га. Створена рішенням Тернопільської обласної ради від 15 грудня 2011 року. Перебуває у віданні ДП «Чортківське лісове господарство» (Скала-Подільське лісництво, кв. 101, вид. 15.1, кв. 101, вид. 3.2). 
Заповідна територія створена для охорони та збереження червонокнижних рослин: підсніжника білосніжного та цибулі ведмежої.